# Zillenial
| Generaciones sociales de Occidente |
| --- |
| Generación perdida Generación grandiosa Generación silenciosa Baby boomer Generación X Generación Y Generación Z Generación Alfa Generación Beta |

Los zillennials (también conocidos como zennials) son la cohorte demográfica en la cúspide de las cohortes millennial y generación Z. Su adyacencia entre las dos generaciones y su rango de edad limitado ha llevado a su caracterización como una «micro-generación». Generalmente son hijos de los miembros de la generación Jones y la generación X.
Estaban en la primera infancia (0-8 años) durante los ataques terroristas del 11 de septiembre, fueron el primer grupo en experimentar la adolescencia en un mundo posterior al 11 de septiembre. La mayoría de este grupo alcanzó la mayoría de edad durante los años 2010, siendo el referéndum sobre el Brexit en el Reino Unido, las elecciones presidenciales de Estados Unidos de 2016 y la pandemia de COVID-19 eventos formativos clave. Los zillennials experimentaron la revolución digital de los decenios de los 2000 y 2010, navegando por Internet LTE móvil, teléfonos móviles, dispositivos móviles y teléfonos inteligentes.
Los zillennials usan cambio de código entre generaciones, tienen altos niveles de alfabetización digital, y es más probable que se identifiquen a sí mismos con un grupo minoritario. Los zillennials son menos ricos, pero más seguros económicamente que la generación Z, y tienen un poder adquisitivo relativamente alto en la economía estadounidense, especialmente en comparación con los millennials.

## Terminología
El término zillennial es un acrónimo de generación Z y millennial. Un acrónimo similar, zennial, se utiliza de manera similar. Otros nombres que se han propuesto para estos cúspers incluyen generación Snapchat por los autores Ubl, Walden y Arbit, y MinionZ por Smit.Ketchum utilizó GenZennials para hacer referencia a la microgeneración.

## Fechas y rango de edad
Según el Pew Research Center, «los puntos de corte generacionales no son una ciencia exacta». El think tank clasifica una generación estándar como «[normalmente entre] 15 y 18 años» con «gran diversidad de pensamiento, experiencia y comportamiento dentro de las generaciones». Los zillennials son aquellos nacidos entre (en la cúspide de) la generación millennial y la generación Z.
El rango de fechas exacto de esta micro generación no está definido específicamente. Dictionary.com define zillennial como una persona nacida entre inicios de los años 1990 y finales de los años 1990.Un informe de 2024 elaborado por PYMNTS, basado en encuestas a casi 3100 ciudadanos estadounidenses, define a los zillennials como aquellos nacidos entre 1991 y 1999.La socióloga de la Universidad de Boston, Deborah Carr, define a los zillennials como aquellos nacidos «aproximadamente» entre 1992 y 2002. Las autoras Hannah Ubl, Lisa Walden y Debra Arbit definen a los cúspers como aquellos nacidos entre 1992 y 1998, al igual que Mary Everett, que escribe para PopSugary Vogue.Un estudio de caso de WGSN sobre la cohorte señala de manera similar este rango de fechas.Otros han definido a los zillennials como aquellos nacidos entre 1993 y 1998, incluido Deon Smit (HR Future),Maisy Farren (Vice),Lindsay Dogson (Bussiness Insider México),Britannicay MetLife.Ketchum define a los GenZennials como aquellos nacidos de 1992 a 2000.Los autores Fons Trompenaars y Peter Woolliams utilizan los años 1993 a 1999 como Zennials.La autora Mary Donahue define a los cúspers como aquellos nacidos entre 1995 y 2000.

## Características
Los zillennials están influenciados tanto por la generación millennial como por la generación Z, y a menudo comparten una conectividad fuerte y polarizadora con una generación contigua sobre la otra. Los miembros de esta micro generación consideran que la naturaleza «fluida» de su categoría de edad es inquietante y puede «empañar su estatus y su participación en el lugar de trabajo [a través de la discriminación por edad]», según un estudio de caso de WGSN. El estudio de caso encontró que algunos zillennials preferían ser vistos como millennials en el lugar de trabajo, ya que se les ve como más profesionales, mientras que los zillennials más jóvenes creían que eran «demasiado jóvenes» para la caracterización. Debido al rápido cambio demográfico durante la década de 2010, los científicos sociales creen que podría haber una segunda micro generación entre la generación millennial y la generación Z, según el autor Tim Elmore.

### Arte y Cultura
La llegada de zillenialcore para describir el trasfondo cultural de esta micro generación hace referencia a la música, los medios y la moda. Los miembros de esta cohorte a menudo usan el cambio de código, «[envejecen] cuando hablan con [los millennials] y [rejuvenecen] cuando hablan con parientes más jóvenes». Se les considera «creadores de tendencias culturales», particularmente en las subculturas juveniles, tanto para los millennials más jóvenes como para los miembros mayores de la generación Z. Su contenido creativo está marcado por un énfasis en la autenticidad, la identificabilidad y la conciencia social, rechazando la programación curada típica de la generación millennial. Tienen un control sustancial sobre la cultura de los memes de Internet y se ponen el apodo de «señores de los memes».

### Cambio climático
Los zillennials en su mayoría creen en el cambio climático antropogénico, intentan mitigar daños ecológicos y se identifican como conscientes del ambientalismo.

### Poder económico
Su perspectiva sobre las perspectivas económicas estuvo determinada por el período de inestabilidad de la década, como la Gran Recesión de finales de los 2000 y la pandemia de COVID-19 que comenzó en 2020 y continuo hasta principios de los 2020. Experimentar el efecto de estas crisis en sus padres, hermanos y otras personas influyó en su perspectiva más adelante en la vida. Alrededor del 48% de los zillennials vivían con sus padres en 2023, lo que, sumado a su alfabetización digital e ingresos estables, genera un poder adquisitivo sustancial. Un análisis de Morgan Stanley encontró que los miembros de esta cohorte ayudaron a sostener el sector de bienes de lujo durante períodos de recesión económica. En 2023, el administrador de fondos Ken Costa, en una reseña de un libro publicada en el Financial Times, argumentó que la transferencia de riqueza valorada en 100 billones de dólares de los Baby Boomers a las generaciones más jóvenes, incluidos los zillennials, podría reestructurar la economía global.
Un informe del Banco de América encontró en 2020 que los zillennials tienen una influencia enorme en los mercados financieros debido a que sus preferencias de consumo se alejan de «la carne, el alcohol y los automóviles». El investigador de procesamiento de pagos PYMNTS realizó un estudio sobre esta cohorte de consumidores estadounidenses en 2023. Descubrieron que los zillennials son menos ricos que la generación Z, pero más seguros económicamente, con un 53,1% de empleo a tiempo completo en comparación con un 32,1%. Son casi idénticos a la generación Z en lo que respecta a hábitos de trabajo, y prefieren niveles similares de trabajo remoto, conexión social y uso de plataformas de aplicaciones. Los zillennials tienen una mayor lealtad a las marcas y menos sensibilidad al precio que los millennials, lo que lleva a patrones de compra más estables.

### Salud
La pandemia de COVID-19 alteró ciertos marcadores sociales de los zillennials. Es menos probable que utilicen farmacias en línea que la generación Z.

### Valores personales
Según CNN, los zillennials están más alineados con la generación Z en cuestiones sociales. Un análisis de 2017 realizado por Ubl, Walden y Arbit encontró que fueron criados por «Xers escépticos y Gen Jonesers pragmáticos» quienes, a su vez, les inculcaron un sesgo hacia el pragmatismo sobre el idealismo. La diversidad y la independencia son los rasgos más utilizados por la cohorte para describir lo que diferenciará a su microgeneración. El estudio encontró que la cohorte era más creativa y más propensa a autoidentificarse como un grupo minoritario que otras cohortes generacionales.
Abercrombie & Fitch señaló que un grupo demográfico objetivo de 25 a 29 años tenía «un poco de mentalidad de generación Z y millennial» en 2022. Cambiaron su nombre entre 2020 y 2022 para capitalizar lo que percibían como el espíritu de la micro generación: realización y autorrealización. La marca identificó a los zillennials y su uso de TikTok como un importante exportador cultural.

### Actividad política
Patrice Peck, escribiendo para Cosmopolitan, afirmó que los zillennials tenían entre 18 y 29 años durante las elecciones estadounidenses de 2020 y fueron la «clave para derrocar al entonces presidente Donald Trump y enviar a Joe Biden y Kamala Harris a la Casa Blanca».Glamour UK señaló que su perspectiva política general es más socialista que la de los millennials. Los zillennials consideran que el referéndum sobre el Brexit en el Reino Unido y las elecciones presidenciales de Estados Unidos, ambos ocurridos en 2016, son eventos políticos formativos clave.
En 2024 los hombres de la Gen Z votaron mayoritariamente por Donald Trump. Zillenials fueron candidatos al congreso en aquella elección. Además, para ese mismo año, un número significativo de personas de la generación que se han convertido al catolicismo, han optado por su rama más tradicional.

### Vida social
Los zillennials son menos propensos que la generación Z a utilizar medios digitales, como mensajes de texto y aplicaciones de citas, para conectarse con una pareja romántica. Se les considera social y emocionalmente inteligentes.

### Tecnología
USA Today describió a los zillennials como nativos digitales «impregnados de la cultura de Internet» con altos niveles de alfabetización digital. Los zillennials y la generación Z comparten niveles de participación digital casi idénticos, 58,8% frente a 63,2%, respectivamente. Los zillennials tienen más probabilidades de consumir noticias a través de canales en línea y jugar videojuegos en consolas que la generación Z. Según un estudio realizado por Fullscreen, si bien los zillennials se sienten cómodos con la tecnología y las redes sociales, reconocen que existe una «relación de amor y odio» con ambas. La mayoría de este grupo cree que la tecnología mejora el mundo.